# Вилафранка (Рим)
Вилафранка (итал. Villafranca) је насеље у Италији у округу Рим, региону Лацио.
Према процени из 2011. у насељу је живело 53 становника. Насеље се налази на надморској висини од 213 м.